# Список выпусков телепередачи «Утренняя почта»
«Утренняя почта» — музыкально-развлекательная передача.

## 1970-е
| Тема                                        | Ведущий                   | Исполнители/Клипы                                                                         |
| ------------------------------------------- | ------------------------- | ----------------------------------------------------------------------------------------- |
| Цирк (№ 41, 1978)                           | Амаяк Акопян, Вадим Малов | Выступления артистов цирка, а также солиста Московского театра оперетты Герарда Васильева |
| Спортивная мини-разминка (№?, 28 июля 1979) | Шамиль Закиров            | Лилия Амарфий, ВИА «Поющие сердца»                                                        |

## 1980-е
| Тема | Ведущий | Исполнители/Клипы |
| --- | --- | --- |
| Бисер Киров (1982) | Бисер Киров | София Ротару, братья Пантелеенко, ансамбль «Надежда», Вахтанг Кикабидзе, Фара Мария (Куба) |
| Метро (№ 146, 1982) | Сергей Дитятев | Антонина Жмакова, Николай Гнатюк, Ольга Зарубина, ВИА «Верасы», Владимир Мигуля, Татьяна Лейбель и Владимир Никольский, Бируте Петриките |
| Театральная (№ 5, 1983) | Михаил Державин | Фрагменты спектаклей, фильмов, концертов и телевизионных постановок с участием артистов московского Театра сатиры |
| Зоопарк (№ 10, 1983) | Клара Новикова | Екатерина Семёнова, Анатолий Папанов, Геннадий Хазанов, Мухаббат Абдуллаева, Ирина Понаровская, ВИА «Синяя птица» |
| Парк культуры (№ 13, 1983) | Юрий Николаев (голос за кадром) | Ксения Георгиади, Людмила Гурченко, Владимир Макаров, Юдит Сюч (Венгрия), Аурика и Лидия Ротару, Владимир Беляев и Кирилл Ряжский, ВИА «Карусель», Сергей Мазаев и группа Вячеслава Добрынина |
| Эстрада 30-х — 50-х годов (№ 133, 1983) | Юрий Николаев, Раиса Мухаметшина, Валентин Манохин | Раиса Мухаметшина, Валентин Манохин, ВИА «Лейся, песня», Иосиф Кобзон и другие. Фрагмент фильма «В компании Макса Линдера» |
| Полёт на воздушном шаре (1983) | - | Квартет «Сердца четырёх», Антонина Жмакова, заставка к музыкальному фестивалю в Сан-Ремо , Валерий Леонтьев, Роза Джелакаева, Игорь Романов и Сергей Скачков |
| Модный показ (№ 39, 1984) | - | Группа «Магнит», группа «Земляне», Виктор Салтыков и группа «Электроклуб», Магги Карлос и Луис Нодаль (Куба), Васил Найденов (Болгария), ВИА «Сябры», Лайош Тури (Венгрия), Тамара Гвердцители, Лайма Вайкуле, Владимир Спиваков и государственный камерный оркестр «Виртуозы Москвы». Фрагменты показов мод |
| В Лужниках (№ 51, 1984) | Анне Вески, Юрий Николаев, Амаяк Акопян | Ксения Георгиади, Анне Вески, ВИА «Верные друзья», Екатерина Семёнова, диксиленд п/у В. Малышева, танцевальная труппа «Ритмы планеты», группа «Земляне», Мария Нейкова (Болгария) |
| Кораблики (№ 59, 1984) | Юрий Николаев | Валерий Леонтьев, диксиленд «Доктор Джаз», Татьяна Лейбель и танцевальная группа, Яак Йоала, ВИА «Самоцветы», Татьяна Анциферова, Серхио Фариас (Куба), ВИА «Оризонт» |
| Алма-Ата (1984) | Юрий Николаев | ВИА «Круг», Альберт Асадуллин, Роза Рымбаева, Коко Йорк (Голландия), ВИА «Дос-Мукасан», танцевальный ансамбль «Гульдер» |
| Самолёт ведёт Карел Готт (№ 66, 1984) | Карел Готт | Карел Готт (Чехословакия), Феликс Словачек и инструментальный ансамбль п/у Ладислава Штайдла (Чехословакия), Ирина Гущёва, балет телевидения ГДР, Ивица Шерфези (Югославия), Анне Вески, Бисер Киров (Болгария) |
| Музеи (1984) | Клара Новикова | Яак Йоала, Сергей и Николай Радченко, Ксения Георгиади, Михаил Боярский, Ирина Понаровская, Аль Бано и Ромина Пауэр (Италия) |
| Новогодние советы (№ 87, 1984) | Александр Ширвиндт, Михаил Державин | Инструментальный ансамбль «Мелодия» п/у Бориса Фрумкина, Марью Ляник, Илзе Лиепа и Владимир Максимов, ВИА «Апельсин», Екатерина Шаврина, дуэт Maywood (Нидерланды), ВИА «Весёлые ребята» |
| Пародии на телепередачи (№ 2, 1985) | Александр Ширвиндт, Михаил Державин | Эстрадно-симфонический оркестр п/у Павла Овсянникова, Валерий Леонтьев, Анатолий Папанов, Роксана Бабаян, Ирина Муравьёва, Александр Абдулов и Семён Фарада, Анне Вески, Сергей Радченко |
| Фестивальная (№ 23, 1985) | Александр Ширвиндт, Михаил Державин | Эстрадно-симфонический оркестр п/у Павла Овсянникова, ВИА «Виктория», ВИА «Здравствуй, песня», Роксана Бабаян, Алла Пугачёва, Рикардо Фольи (Италия), Наталья Нурмухамедова, Леонид Ярмольник, Спартак Мишулин, Виталий Соломин, Марина Левтова |
| В мастерской художника (№ 36, 1985) | Павел и Наталья Смеян | Павел и Наталья Смеян, Дарья Оганезова и ансамбль «Счастливое детство», Яак Йоала, Николай Гнатюк, ВИА «Самоцветы» и другие |
| Путаница (№ 37, 1985) | Юрий Николаев | Игорь Скляр, Валентин Манохин и танцевальная группа, Павел и Наталья Смеян, Андрей Джелакаев и Фёдор Иванов, инструментальный ансамбль «Рондо», Александр Абдулов и Семён Фарада, Образцово-показательный оркестр комендатуры Московского Кремля, Тако (Нидерланды). Карикатуры Владимира Хозина |
| Дождь (№ 72, 1985) | Юрий Николаев, Владимир Кремена | Ксения Георгиади, инструментальный ансамбль «Мелодия» п/у Бориса Фрумкина, Павел и Наталья Смеян, Екатерина Семёнова, Владимир Кремена, Алла Пугачёва, Татьяна Лейбель и Владимир Никольский, Даниэл (Югославия) |
| Новогодние традиции (№ 94, 1985) | Юрий Николаев, Татьяна Веденеева, Афанасий Белов | Николай Гнатюк, Ольга Зарубина, Павел и Наталья Смеян, Алла Пугачёва, Михаил Боярский, Екатерина Суржикова, Татьяна Лейбель и Владимир Никольский, кордебалет п/у Владимира Никольского |
| Хорошее настроение (Портреты ведущих) (№ 47, 1986) (2 февраля 1986 года)                                                                                | Юрий Николаев, Михаил Боярский, Александр Ширвиндт, Михаил Державин, Вероника Маврикиевна и Авдотья Никитична, Татьяна Догилева, Валентин Смирнитский, Ольга Аросева, Михаил Пуговкин | Михаил Боярский, Сергей Крамаренко, Владимир Винокур, группа «Зодчие», дуэт «Hana & Dana» (Чехословакия), Иво Линна, конная труппа под управлением Эльбруса Плиева, Николай Караченцов |
| Соревнование с телезрителями по музыкальному многоборью (№ 48, 1986) (9 февраля 1986 года)                                                              | Юрий Николаев | София Ротару, Алла Пугачёва, ансамбль «Арсенал», ансамбль «Верные друзья», Иржи Корн (ЧССР, Jiri Korn), Пиппо Франко (Италия, Pippo Franco) – Chi chi chi co co co (фрагмент фестиваля Сан-Ремо-83) |
| Каникулы в Простоквашино (№ 49, 1986) (16 февраля 1986 года)                                                                                            | Юрий Николаев (в роли почтальона Печкина) | Группа «Рок-Ателье», Николай Караченцов, Ирина Грибулина, Александр Градский, Людмила Сенчина, Юрий Антонов. Фрагменты мультфильма «Зима в Простоквашино» и соревнований по лыжному фристайлу |
| Солдатские письма (№ 50, 1986) (23 февраля 1986 года)                                                                                                   | Владимир Винокур | С. Ротару, Я. Йоала, И. Корн, ансамбль «Верасы» |
| № 51, 1986 (2 марта 1986 года) | Юрий Николаев | А. Серов («Если любишь»), Аис Булуктаева (калмыцкая народная песня), танцевально-вокальный квартет Латвийского радио («Идём танцевать»), оркестр Берлинского радио |
| Разные мнения (№ 55, 1986) (30 марта 1986 года) | Юрий Николаев | Мирдза Зивере и Имант Ванзович, Алексей Глызин, Александр Барыкин, труппа «Лицедеи», пародийный ансамбль «Бим-Бом», Рафаэлла Карра (Италия). Фрагменты фильма «Зимний вечер в Гаграх» и мультфильма «Пиф-паф, ой-ой-ой» |
| № 59 (1986) (27 апреля 1986 года) | Юрий Николаев | Александр Фриш, Владимир Винокур и Роман Казаков, Валентин Манохин и танцевальная группа, Лариса Кандалова и ансамбль «Пантомобиль», Надежда Чепрага, Ricchi e Poveri. Фрагменты мультфильма «Брэк!», фильма «Весёлая хроника опасного путешествия», выступлений Аллы Пугачёвой и Муслима Магомаева |
| Творческий процесс ведения передачи (№ 63, 1986) (25 мая 1986 года)                                                                                     | Юрий Николаев | Людмила Гурченко, Николай Караченцов, квартет саксофонистов п/у Александра Осейчука в сопровождении оркестра Игоря Бриля, Джанни Надзаро (Италия), группа Modern Talking (Германия). Фрагменты мультфильма «Обратная сторона Луны», фильмов «Выше Радуги», «Маленькое одолжение» |
| Футбольное обозрение (№ 64, 1986) (1 июня 1986 года) | Илья Олейников, Роман Казаков | Квартет «Сюрприз», Фёдор Стуков, Сергей Крамаренко, Михаил Боярский, Кирилл Ряжский и Владимир Беляев. Фрагмент мультфильма «Набалдашник и метла» |
| Теплоход (№ 65, 1986) (8 июня 1986 года) | Юрий Николаев | Юрий Николаев, Андрей Разин, Ирина Понаровская, Екатерина Суржикова, Алексей Глызин, Борис Моисеев и трио «Экспрессия», Александр Серов, Виктория Руднева |
| Спорт (№ 69, 1986) (6 июля 1986 года) | - | Сергей Беликов, ВИА «Девчата», Алёна Беляк, Ефим Шифрин, ВИА «Волшебные дороги», Лариса Долина, ВИА «Каскад», Валерий Леонтьев |
| Оперативность (№ 76, 1986) (24 августа 1986 года) | Юрий Николаев | Ирина Понаровская «Знаю — любил…», Валерий Леонтьев «Конь мой, конь» (премьера на ЦТ), «Форум» «Белая ночь» (премьера на ЦТ), Людмила Сенчина «Глупец на холме», ВИА «Самоцветы» «Али-баба», The Beatles «Let it be», Яак Йоала «Время мчится» |
| Кошки (№ 78, 1986) (7 сентября 1986 года) | Юрий Николаев | ВИА «Каскад» «Чёрный кот», Ева Петренко и Фёдор Стуков «Мечта», Михаил Боярский «Песня кота Матвея» (фрагмент т/ф «Новогодние приключения Маши и Вити»), Владимир Пресняков-младший «Рыжий кот», Владимир Пресняков-младший «Кот в мешке» (фрагмент т/ф «Выше Радуги»), Здислава Сосницка (Польша) «Wiem, że jesteś lwem». Фрагменты мультфильмов «День рождения Кота Леопольда», «Пёс в сапогах» |
| Музыкальные афиши лета (№ 79, 1986) (14 сентября 1986 года)                                                                                             | Ксения Георгиади | Лилия, Игорь и Олег Федоткины, ВИА «Весёлые ребята», Семён Альтов, Екатерина Семёнова, танцевальный ансамбль «Ритмы планеты», Ricchi e Poveri |
| Осенняя (№ 81, 1986) (28 сентября 1986 года) | Анатолий Калмыков, Сергей Гурбелошвили | ВИА «Эолика», группа «Машина времени», ВИА «Фестиваль», Ольга Зарубина, Тамара Гвердцители, Михаил Жванецкий, Юлия Воронко |
| Почтовые отправления (№ 83, 1986) (12 октября 1986 года)                                                                                                | Амаяк Акопян | Наталья Нурмухамедова и ВИА «Здравствуй, песня», Яак Йоала, джазовый ансамбль «Модерн Фокс», Ион Суручану, Геннадий Хазанов, Алла Пугачёва, Хелена Вондрачкова (Чехословакия) |
| Бит-квартет «Секрет» (№ 84, 1986) (19 октября 1986 года)                                                                                                | Юрий Николаев, Максим Леонидов, Николай Фоменко, Алексей Мурашов, Андрей Заблудовский                                                                                                 | Игорь Николаев, Илья Словесник, ВИА «Весёлые ребята», Александр Барыкин, Питер Гэбриел, Вячеслав Малежик, бит-квартет «Секрет» |
| Одесса (№ 85, 1986) (26 октября 1986 года) | Юрий Николаев, Валерий Барда-Скляренко | Алексей Глызин, Галина Жадушкина, Александр Ширвиндт и Лариса Голубкина, Ирина Понаровская, София Ротару, Виктор Салтыков и группа «Форум», Наталья Нурмухамедова, Михаил Жванецкий |
| О женской эмансипации (№ 87, 1986) (9 ноября 1986 года)                                                                                                 | Юрий Николаев, Венера Михайловна Пустомельская | Игорь Скляр «Портрет Челентано», Ансамбль спортивного танца «Лидер», х/р Ирина Скобелева «Брейк-данс», Евгений Александров «Я люблю банджо» (фрагмент «Юрмалы-86»), Раймонд Паулс «Беспокойный пульс», дуэт Bobbysocks (Норвегия) «Midnight rock», София Ротару Машина «ретро» (фрагмент видеофильма «Монолог о любви»), группа Joy (Австрия) «Моя осенняя любовь» |
| По заявкам детей (№ 89, 1986) (23 ноября 1986 года) | Сергей Шустицкий | Михаил и Сергей Боярские, Виктор и Андрей Резниковы «Динозаврики», Александр Кальянов «Карабас-Барабас», группа «Opus» (Австрия) «Жизнь есть жизнь» (Life is life), Сергей Шевцов и Виктор Шурупов «Маленькая бяка», Сергей Шустицкий и Виктория Руднева «Тайна», группа «Рондо» «Ванька-встанька», Алла Пугачёва «Балалайка», «Машина времени» «Если бы мы были взрослей». Фрагменты фильмов «Бриллиантовая рука», «Игрушка», «Волшебная сила» и «Нужные люди» |
| С Новым годом! (№ 94, 1986) (28 декабря 1986 года) | Александр Ширвиндт, Михаил Державин | Ирина Понаровская, Любовь Привина, Эгидиус Сипавичус, Александр Серов, Михаил Боярский, Алла Пугачёва, артисты клоун-мим-театра «Лицедеи», бит-квартет «Секрет» |
| Конкурс красоты (№ 8, 1987) (22 февраля 1987 года) | Юрий Николаев и Михаил Пуговкин | София Ротару «Было, но прошло», Аль Бано и Ромина Пауэр (Италия, Al Bano e Romina Power), Ефим Шифрин, Манана Тодадзе, Эмми Стюарт (Великобритания, Amii Stewart) — «Я жду того, кто избавит меня от одиночества», Александр Барыкин «20:00», дуэт «Мейвуд» (Нидерланды, Maywood) — «Pasadena» |
| День рождения (весна 1987) | Сергей Шустицкий, Игорь Шурупов и Сергей Шевцов | Игорь Шурупов и Сергей Шевцов, Игорь Николаев, бит-квартет «Секрет», Ирина Аллегрова и группа «Электроклуб», Михаил Боярский, Александр Розенбаум и другие. Фрагменты мультфильмов «Алиса в Стране чудес», «Полигон», фильмов «Отпуск за свой счёт», «Как стать звездой» |
| Необитаемый остров (29 марта 1987 года) | Максим Леонидов и Николай Фоменко | «Ария», «Секрет», «Бригада С», Михаил Боярский, Сергей Сарычев («Круиз»), Алла Пугачева (фрагмент из кинофильма «Сезон чудес») (1985), «Лицедеи» — фрагмент из кинофильма «Как стать звездой» |
| «Лестница Якоба» в гостях у «Утренней почты» (18 апреля 1987 года, съёмка проходила в концертной студии телецентра «Останкино» в ночь с 26 на 27 марта) | Юрий Николаев, Якоб Далин | Алла Пугачёва «Алло», Бенни Андерссон (Швеция) «Попурри» («Money, Money, Money», «I Know Him So Well», «Happy New Year»), дуэт Gemini (Karin & Anders Glenmark) (Швеция) «There’s No Way to Fool a Heart», группа «Гунеш», Anders Glenmark (Швеция) «Wild About That Girl» и показ коллекции моделей Дома моды п/у Вячеслава Зайцева, Зара Тоникян, дуэт Gemini (Швеция) «T.L.C.» и «Mio My Mio» (из к/ф «Мио, мой Мио»), Владимир Пресняков-младший «Чарли Чаплин» (был показан в шведском варианте программы на канале SVT1 7 ноября) и «Белый снег», Алла Пугачёва «Королева», группа Europe (Швеция) «Final Countdown», «Carrie» и «Rock the Night» |
| Объявления (№ 19, 1987) (10 мая 1987 года) | Юрий Николаев | Алла Пугачёва, ансамбль «Сага», Ксения Георгиади, детский хореографический ансамбль «Буратино», Николай Гнатюк, Ирина Понаровская, Валерий Леонтьев, ВИА «Ариэль» |
| Утренние звонки (1987) | Александр Ширвиндт, Михаил Державин | ВИА «Ариэль», София Ротару, Николай Караченцов, Надежда Бабкина и ансамбль «Русская песня», Билли Джоэл (США), балет телевидения Болгарии |
| До и после завтрака (1987) | Илья Олейников, Владимир Границын | Группа «Banket» (Чехословакия), Александр Барыкин «20:00», Валерий Леонтьев, Вячеслав Малежик «Острова», ВИА «Пламя», Душан Главачек и группа «Patent» (Чехословакия), Эми Стюарт (США). Фрагменты клипов Брюса Спрингстина, Мика Джаггера и Дэвида Боуи, Джереми Джексона |
| Алушта (4 октября 1987 года, съёмка проходила в студенческом лагере Московского энергетического института в августе)                                    | Сергей Шустицкий, Владимир Маркин, Алексей Мурмулёв | Сергей Крылов «Чёрное море», Игорь Николаев «Южный берег Крыма», группа «Лотос» «Евпатория», группа «Рондо» «Мечтатель», Александр Градский «Южная лирическая», группа «Интеграл» «Дальние материки», Владимир Маркин «Я готов целовать», Сергей Минаев «Рэп диск-жокея» («Худсовет»), группа «Мистер Твистер» «У самого синего моря» |
| Подведение итогов рабочей недели (№ 73, 1988) | Ефим Шифрин | Ирма Сохадзе, Алла Пугачёва, Филипп Киркоров и трио «Экспрессия», Ольга Кормухина, Вэйланд Родд, Владимир Маркин и группа «Трудное детство» |
| «Лестница Якоба» снова в гостях у «Утренней почты» (1988)                                                                                               | Юрий Николаев, Якоб Далин | Алла Пугачёва, Агнета Фельтског (Швеция), Аркадий Хоралов, Донна Саммер (США), Тарас Петриненко, Ирина Понаровская, Лариса Долина, Игорь Тальков |
| Что такое видеоклипы (1988) | Юрий Николаев | Даринка Ролинцова (Чехословакия), Виктор Ласло (Бельгия), группа «Benkó Dixieland Band» (Венгрия), группа «Napoleon Boulevard» (Венгрия), трио ударных инструментов (Венгрия), Билли Джоэл. Фрагменты телемюзикла «Волшебный фонарь» и рекламных роликов |
| Школа (1988) | Юрий Николаев | Группа «Класс», Александр Тарасов, Владимир Пресняков-младший, ВИА «Здравствуй, песня», Игорь Николаев, группа «Электроклуб». Фрагмент программы чехословацкого телевидения |
| Футбольная (1988) | Юрий Николаев, Владимир Перетурин, Аркадий Арканов | Группа «Машина времени», пародийная группа «Бим-Бом», футболист Михаил Михайлов, Прешес Уилсон (Великобритания), группа «Доктор Ватсон», Алла Пугачёва |
| Уроки изучения языков (1988) | Валерия Рижская | ВИА «Модерн Фокс», балет телевидения ГДР, Юрий Охочинский, Ксения Георгиади, Зизи Лабор (Венгрия), пародийная группа «Бим-Бом», Саманта Фокс (Великобритания) |
| Бар «Погребок» (1988) | Юрий Николаев, Валерия Рижская и Наталья Андреева | Инструментальный ансамбль «Экспресс», Жанна Агузарова и группа «Браво», Валентина Легкоступова, Режё Шолтес (Венгрия), Михаил Боярский, Вячеслав Добрынин, ВИА «Весёлые ребята» |
| О рок-н-ролле (1988) | Юрий Николаев | Танцевальная труппа «Ритмы планеты», Жанна Агузарова и группа «Браво», бит-квартет «Секрет», Алла Пугачёва, группа «Рок-отель», Элвис Пресли, Иво Линна, Хосе Фелисиано, дуэт «The Everly Brothers» |
| Конкурс красоты (№ 120, 1989) | - | Участницы конкурса красоты «Московская красавица-89», Анатолий Полотно, Александр Тиханович, Алексей Глызин, группы «Любэ», «СССР» и другие |
| В гостях у Юрия Николаева (1989) | Юрий Николаев, Амаяк Акопян | Раиса Мухаметшина, Алла Пугачёва, Александр Серов, The Beatles, Маргарита Суворова, Вячеслав Малежик, Натали Коул (США) |
| Доброе утро! (№ 127, 1989) | Ефим Шифрин | Ефим Шифрин, Ольга Зарубина, Виктор Резников, Тамара Гвердцители, Роберт Мушкамбарян, группа «Женсовет», Михаил Муромов |
| Встречи в Ташкенте (№ 134, 1989) | Ефим Шифрин, Джамшид Закиров | Азиза, Роксана Бабаян, Наталья Нурмухамедова, ВИА «Ялла», ВИА «Наво» и другие |
| Театр (1989) | Юрий Николаев, Владимир Ухин, Семён Фарада | Ирина Понаровская, Аль Бано и Ромина Пауэр (Италия), Тамара Гвердцители, Семён Фарада, Ксения Георгиади, Дмитрий Харатьян. Фрагмент фильма «Лев Гурыч Синичкин» |
| Москва и москвичи (1989) | Юрий Николаев | Лариса Конарская, Родриго Фоминс, Белинда Карлайл (США), группа «Парк Горького», Сандра (ФРГ), Ольга Кормухина, Вэйланд Родд |
| Передача на скорую руку (1989) | Юрий Николаев | Екатерина Семёнова, Владимир Маркин, Жанна Агузарова, Ирина Аллегрова и группа «Электроклуб», Валерий Леонтьев, Ирина Отиева, Алла Пугачёва, группа «The Cars» (США) |
| Новогодняя (1989) | Юрий Николаев | София Ротару, Надежда Чепрага, Тамара Гвердцители, Марью Ляник, Сергей Захаров, Николай Гнатюк, Анатолий Алёшин, Анатолий Днепров, группа «Нескучный сад» |

## 1990-е
| Тема                                                      | Ведущий                                      | Исполнители/Клипы |
| --------------------------------------------------------- | -------------------------------------------- | --- |
| 8 Марта (1990)                                            | Ефим Шифрин                                  | Ефим Шифрин, Александр Малинин, Филипп Киркоров, Эгидиус Сипавичус, Вячеслав Добрынин, Лев Лещенко, Игорь Тальков, Владимир Блажин |
| Ретро (1990)                                              | -                                            | Даниил Крамер, Татьяна Марцинковская, Сергей Беликов, Ольга Зарубина, Алексей Познахарев, Татьяна Ветрова, Михаил Боярский — Ходим по Парижу, Маргарита Суворова |
| Чудеса... чудеса... чудеса... (№ 168, 1990)               | Олег Фриш                                    | Лора Квинт и Андрей Билль, Александр Лукьянов, группа «Магнит», Крис Кельми, Роксана Бабаян, Маша Распутина |
| Хитовая (1990)                                            | Сергей Шустицкий, группа «Любэ»              | Андрей Максимов и комик-труппа «Магазин ФУ», кабаре-дуэт «Академия», Сергей Минаев, Владимир Маркин, группа «Любэ». Фрагменты клипов Мадонны, Полы Абдул, Тины Тёрнер, группы «Depeche Mode» и выступления Вячеслава Добрынина. Коллаж на песню из фильма «Говард-утка» и ещё несколько пародийных коллажей |
| Путеществие по Москве-реке (1990)                         | Сергей Жихарев, Вартан Ванециан              | Азиза, Лора Квинт и Андрей Билль, группа «Мона Лиза», группа «Своя игра», Тамара Гвердцители, Надежда Чепрага, Александр Серов |
| Утренние посиделки (1991)                                 | Светлана Лазарева                            | Надежда Бабкина, Галина Мартова, группа «Икс-9», Роман Копов, Светлана Лазарева, Валерий Леонтьев |
| Поздравления юбиляров (1991)                              | Владимир Березин                             | Группа «На-На», София Ротару, Сергей Березин, Саша Айвазов, Роксана Бабаян, Надежда Бабкина |
| Ялта-91 (1991)                                            | Марина Цхай, Евгений Куликов                 | Феликс Царикати, Алексей Молдалиев, Марина Лепа, Самир Багиров, Марина Хлебникова, Мурат Насыров |
| «Иду я по этому миру…» (1991)                             | -                                            | Вячеслав Никадимус, Татьяна Маркова, Филипп Киркоров, Анжелина Петросова, Игорь Тальков, Екатерина Шаврина, Ашот Филипп |
| Новогодние посиделки (№ 190, 1991)                        | -                                            | Крис Кельми, Сергей Беликов, Татьяна Ветрова, Раиса и Фаина Саед-Шах, группа «На-На», Игорь Тальков, Екатерина Шаврина |
| «Утренняя почта» в гостях у Славы и Егора Зайцевых (1991) | Вячеслав и Егор Зайцевы                      | Ольга Зарубина, Татьяна Марцинковская, Михаил Муромов, Азиза, Филипп Киркоров, Юрий Березин |
| «Утренняя почта» в гостях у фирмы «Мелодия» (№ 242, 1991) | Лариса Грузинова, сотрудница фирмы «Мелодия» | Мила Романиди, Игорь Наджиев, Екатерина Шаврина, Олег Кацура, Евгений Белоусов, группа «На-На», Роксана Бабаян |
| «Утренняя почта» в гостях у магазина «Мелодия» (1991)     | Татьяна Ветрова                              | Татьяна Ветрова, Борис Осокин, Ирина Салмова, Андрей Билль, Елена Катровская, ВИА «Весёлые ребята», Анжелина Петросова |
| Выпуск от 5 февраля 1994                                  | Алёна Хмельницкая                            | Влад Сташевский, Мила Романиди, Владимир Баль, Линда, Игорь Николаев, Валерий Леонтьев |
| Выпуск от 7 мая 1994                                      | Алёна Хмельницкая                            | группа «Русский размер», Татьяна Маркова, Наталья Штурм, Александр Буйнов, Ирина Аллегрова, София Ротару |
| Выпуск от 6 августа 1994                                  | Анастасия Смолина                            | группа «Русский размер», Татьяна Иванова и группа «Комбинация», Влад Сташевский, Татьяна Буланова, группа «Дюна», Наташа Королёва |
| Выпуск от 29 апреля 1995                                  | Евгений Александров                          | Наталья Сенчукова, Александр Солодуха, Татьяна Маркова, Вадим Байков, Анжелика Варум, Михаил Шуфутинский |
| Выпуск от 13 мая 1995                                     | Евгений Александров                          | Хана Галсанова, Влад Сташевский, Ядвига Поплавская и Александр Тиханович, Валерия, Олег Газманов, Наталья Ветлицкая |
| Выпуск от 27 мая 1995                                     | Евгений Александров                          | Роксана Бабаян, Наталья Сенчукова, группа «Дюна», Татьяна Буланова, Светлана Алмазова, Александр Буйнов |
| Выпуск от 15 июля 1995                                    | Евгений Александров                          | Группа «На-На», Валерий Меладзе, Ольга Гетте, Татьяна Буланова, Игорь Николаев, Татьяна Овсиенко |
| Выпуск от 7 октября 1995                                  | Лолита Милявская, Александр Цекало           | Александр Кальянов, Михаил Шуфутинский, Линда, Валерий Леонтьев, Валерия, Филипп Киркоров |
| Выпуск от 23 марта 1996                                   | Лолита Милявская, Александр Цекало           | Влад Сташевский, сёстры Роуз, Кристиан Рэй, Любовь Успенская, Андрей Губин, Ирина Аллегрова |
| Выпуск от 8 июня 1996                                     | Светлана Лазарева, Илона Броневицкая         | Игорь Мельник, дуэт «Вкус мёда», Диана, Александр Петренко, группа «Божья коровка», Сергей Минаев |
| Выпуск от 15 июня 1996                                    | Лолита Милявская, Александр Цекало           | Ирина Салтыкова, Кристина Орбакайте, Василий Лавров, Валерия, Вадим Байков |
| Выпуск от 3 января 1997                                   | Юрий Николаев, Лариса Грибалёва              | Надежда Кадышева и ансамбль «Золотое кольцо», Александр Буйнов, Ирина Аллегрова, Валерий Меладзе |
| Выпуск от 15 февраля 1997                                 | Юрий Николаев, Лариса Грибалёва              | Группа «Моральный кодекс», Ника, Ирина Салтыкова, Шандор, Люба Успенская |
| Выпуск от 29 марта 1997                                   | Юрий Николаев, Лариса Грибалёва              | Алиса Мон, Михаил Шуфутинский, Алика Смехова, Владимир Цветаев, Ирина Аллегрова и Игорь Крутой |
| Выпуск от 24 мая 1997                                     | Юрий Николаев, Лариса Грибалёва              | Татьяна Буланова, Леонид Агутин и Анжелика Варум, Владимир Цветаев, Лев Лещенко и Владимир Винокур, Николай Трубач, Александр Буйнов |
| Выпуск от 23 июня 1997                                    | Юрий Николаев, Лариса Грибалёва              | Николай Трубач, Алиса Мон, Ирина Салтыкова, Вадим Байков, Диана Гурцкая, Леонид Агутин |
| Выпуск от 11 октября 1997                                 | Лариса Грибалёва                             | Ирина Салтыкова, Лариса Долина, Алёна Апина и Мурат Насыров, Кай Метов, Татьяна Маркова и другие |
| Выпуск от 22 ноября 1997                                  | Лариса Грибалёва                             | Группа «Божья коровка», Ирина Дюкова, Игорь Николаев, Вика Цыганова, группа «Балаган Лимитед», Татьяна Овсиенко |
| Выпуск от 3 января 1998                                   | Лариса Грибалёва                             | Сергей Рогожин, Татьяна Овсиенко, Кай Метов, Игорь Николаев и Наташа Королёва, Александр Буйнов, Ирина Аллегрова и Игорь Крутой |

## 2000-е
| Выпуск от августа 2000     |  | Танцы Минус                         |
| Выпуск от августа 2000     |  | Лето                                |
| Выпуск от 9 сентября 2000  |  | Агата Кристи                        |
| Выпуск от 10 декабря 2000  |  | Валерий Головко, Кристина Орбакайте |
| Выпуск от                  |  |                                     |
| Выпуск от 2001             |  | Бадло V                             |
| Выпуск от 2001             |  | Вячеслав Бутусов и Deadушки         |
| Выпуск от                  |  | Океан Эльзы                         |
| Выпуск от                  |  | Владимир Кузьмин                    |
| Выпуск от                  |  | 7Б                                  |
| Выпуск от                  |  |                                     |
| Выпуск от                  |  |                                     |
| Выпуск от                  |  |                                     |
| Выпуск от                  |  |                                     |
| Выпуск от                  |  |                                     |
| Выпуск от                  |  |                                     |
| Выпуск от                  |  |                                     |
| Выпуск от                  |  |                                     |
| Выпуск от                  |  |                                     |
| Выпуск от                  |  |                                     |
| Выпуск от                  |  |                                     |
| Выпуск от                  |  |                                     |
| Выпуск от                  |  |                                     |
| Выпуск от                  |  |                                     |
| Выпуск от                  |  |                                     |
| Выпуск от                  |  |                                     |
| Выпуск от                  |  |                                     |
| Выпуск от                  |  |                                     |
| Выпуск от                  |  |                                     |
| Выпуск от                  |  |                                     |
| Выпуск от                  |  |                                     |
| Выпуск от                  |  |                                     |
| Выпуск от                  |  |                                     |
| Выпуск от                  |  |                                     |
| Выпуск от 4 сентября 2005  |  |                                     |
| Выпуск от 10 сентября 2005 |  |                                     |
| Выпуск от 17 сентября 2005 |  |                                     |
| Выпуск от 24 сентября 2005 |  |                                     |
| Выпуск от 1 октября 2005   |  |                                     |
| Выпуск от 8 октября 2005   |  |                                     |
| Выпуск от 15 октября 2005  |  |                                     |
| Выпуск от 22 октября 2005  |  |                                     |
| Выпуск от 29 октября 2005  |  |                                     |
| Выпуск от 2005             |  |                                     |
| Выпуск от 2005             |  |                                     |
| Выпуск от 2005             |  |                                     |
| Выпуск от 2005             |  |                                     |
| Выпуск от 2005             |  |                                     |
| Выпуск от 2005             |  |                                     |
| Выпуск от 2005             |  |                                     |
| Выпуск от 2009             |  |                                     |
| Выпуск от 2009             |  |                                     |
| Выпуск от 2009             |  |                                     |
| Выпуск от 2009             |  |                                     |
| Выпуск от 2009             |  |                                     |
| Выпуск от 2009             |  |                                     |
| Выпуск от 2009             |  |                                     |
| Выпуск от 2009             |  |                                     |
| Выпуск от 2009             |  |                                     |
| Выпуск от 2009             |  |                                     |
| Выпуск от 2009             |  |                                     |
| Выпуск от 2009             |  |                                     |
| Выпуск от 2009             |  |                                     |
| Выпуск от 2009             |  |                                     |
| Выпуск от 2009             |  |                                     |
| Выпуск от 2009             |  |                                     |
| Выпуск от 2009             |  |                                     |
| Выпуск от 2009             |  |                                     |
| Выпуск от 1 ноября 2009    |  |                                     |
| Выпуск от 8 ноября 2009    |  |                                     |
| Выпуск от 15 ноября 2009   |  |                                     |
| Выпуск от 22 ноября 2009   |  |                                     |
| Выпуск от 29 ноября 2009   |  |                                     |
| Выпуск от 6 декабря 2009   |  |                                     |
| Выпуск от 13 декабря 2009  |  |                                     |
| Выпуск от 20 декабря 2009  |  |                                     |
| Выпуск от 27 декабря 2009  |  |                                     |
| -------------------------- |  | ----------------------------------- |